# 第541擲彈兵師 (德國國防軍)
德國國防軍陸軍第541擲彈兵師（德語：541. Grenadier-Division）是納粹德國國防軍陸軍的一個步兵師。該師於1944年7月組建。
該師組建時，稱為第541阻攔師（德語：Sperr-Division 541），不久改編為第541擲彈兵師，同年10月改編為第541國民擲彈兵師（德語：541. Volksgrenadier-Division）。
該師改編前後，一直在東線作戰。
該師最後於1945年在海利根貝爾口袋被圍殲。

## 註腳
1. ↑  Mitcham（2007年）